# NOVA (parti)
Pour les articles homonymes, voir Nova (homonymie).
Nouvelle majorité (en slovaque : Nová väčšina, abrégé en NOVA) est un parti politique slovaque de type libéral-conservateur et chrétien, fondé en 2012. Il est membre du Parti des conservateurs et réformistes européens.

## Historique
Il résulte d'une scission en 2012 voulue par Daniel Lipšic et Jana Žitňanská qui ont quitté le Mouvement chrétien-démocrate (KDH). En juin 2014, il adhère au groupe parlementaire des Conservateurs et réformistes européens (CRE).
NOVA s'allie au parti Les Gens ordinaires et personnalités indépendantes (OĽaNO) pour les élections législatives de 2016. De nouveau associés, les deux formations remportent les élections de 2020 en obtenant 53 sièges,.

## Résultats électoraux

### Élections européennes
| Année | %    | Mandats | Rang | Groupe |
| ----- | ---- | ------- | ---- | ------ |
| 2014  | 6,83 | 1 / 13  | 5e   | CRE    |